# René Bourque
René Gary Wayne Bourque (Edmonton, 10 dicembre 1981) è un hockeista su ghiaccio canadese che milita dal 2015 nelle file della squadra dei Columbus Blue Jackets.

## Carriera

### Presentazione
Nel 2004 è stato messo sotto contratto dai Chicago Blackhawks da free agent senza passare per la scelta del draft.
Con la squadra di Chicago ha debuttato nella stagione 2005, giocando con i Blackhawks fino alla stagione 2008, quando è stato scambiato per una scelta futura ai Calgary Flames.
Bourque precedentemente si è laureato nel 2004 all'università del Wisconsin, dove ha disputato quattro stagioni, con una da co-capitano nel suo anno da senior.
Nello stesso anno (2004) è diventato professionista giocando nella lega AHL (American Hockey League), vincendo il premio come miglior matricola nella stagione 2004-2005.

### Gli inizi
Agli inizi della propria carriera, René scelse di rifiutare l'ingresso nella WHL (World Hockey League) a favore del campionato junior canadese di Alberta nelle file dei St. Albert Saints, ottenendo così la possibilità di mantenere future chance per andare nella NCAA.
Nella sua stagione da rookie nella lega canadese, René ha segnato 44 goal per un totali di 81 punti, che hanno valso l'ingresso nell'AJHL All-Rookie Team.
Successivamente, come da lui già deciso, ha giocato quattro anni nella NCAA con i Wisconsin Badger, dove nel suo anno da junior ha guidato il team in goal (19) e in punti (27) ed è stato premiato come miglior giocatore della squadra per la stagione 2002-2003.
Dopo essersi laureato nel 2004, ha firmato un contratto con i Chicago Blackhawks. Ha giocato per una stagione (2004-2005) con i Norfolk Admirals, segnando 33 goal e 60 punti (entrambi record di franchigia).
A fine stagione è stato premiato con il Dudley "Red" Garrett Memorial Award come miglior debuttante della AHL, ottenendo anche il diritto per giocare con il team Canada durante l'evento All Star Games.

## NHL

### Chicago Blackhawks (2005-2008)
Bourque ha esordito con i Blackhawks nella stagione 2005-2006, segnando subito nella partita di debutto contro gli Anaheim Ducks, terminata 5-3 a favore della squadra californiana. Ha concluso la stagione con 16 goal e 34 punti totali, classificandosi quarto assoluto per punti nel proprio team e guadagnandosi il proprio rinnovo contrattuale per altri due anni.
Nella stagione 2006-2007, per problemi fisici, ha disputato solo 44 delle 82 partite totali della squadra segnando 7 goal. Subì un primo infortunio il 12 novembre 2006 nella partita contro i Columbus Blue Jackets, quando si procurò un profondo taglio sul collo causato da Nikolaj Žerdev durante una mischia. Appena due settimane dopo il suo ritorno, il 31 dicembre 2006 subì un nuovo infortunio alla caviglia; rientrò nuovamente a febbraio per terminare la stagione.
Anche nella stagione 2007-2008 dovette saltare alcune partite per infortunio, arrivando a contare 62 presenze su 82 partite dei Blackhawks e chiudendo con 10 goal e 14 assist totali.

### Calgary Flames (2008-2012)
Il primo luglio 2008, Bourque è stato ceduto ai Calgary Flames per una futura scelta del draft.
I Flames con una manovra di mercato lo ingaggiarono come free agent, usando una formula contrattuale di 2 anni.
René fu nuovamente bloccato da un infortunio sul finale di stagione, ma riuscì comunque a mettere a segno 21 goal stagionali (record carriera) e 40 punti totali, dimostrandosi subito a proprio agio con il team canadese.
L'infortunio di fine stagione non impedì a René di giocare i playoff: rientrò per la partita contro la sua ex squadra, i Chicago Blackhawks.
A fine stagione René scelse di ricorrere ad un intervento chirurgico. Nonostante nuovi infortuni chiuse la stagione con il proprio record di goal (27), assist (31) e di punti (58) con una valutazione complessiva di 7.
Grazie a quest'ultima stagione ha giocato il campionato mondiale 2010 con il team Canada, mettendo a segno un goal e un assist per il settimo posto finale della sua nazione.
A febbraio del 2010, alla scadenza di contratto, firma nuovamente con i Flames per sei anni, con uno stipendio percepito di $3.3 milioni di dollari a stagione.
Nella stagione 2010-2011 fu considerato dai dirigenti dei Flames la seconda minaccia offensiva della squadra (dietro Jarome Iginla). I pronostici si rivelarono azzeccati e René chiuse con 50 punti totali e 27 goal (secondo dietro Iginla).

### Montreal Canadiens (2012-2014)
Nel corso della stagione 2011-2012 fu ceduto ai rivali dei Montreal Canadiens insieme alla promessa Patrick Holland in cambio di Mike Cammalleri, Karri Ramo e una quinta scelta futura del draft NHL. La stagione 2011-2012, disputatasi fra le file dei Flames e poi dei Canadiens, è risultata la peggiore in carriera del giocatore, che ha chiuso con 18 gol e 24 punti totali.

## Statistiche e premi

### Statistiche carriera
| 1999–00    | St. Albert Saints  | AJHL       | 63  | 44  | 41  | 85  | 113 | — | — | — | — | —  |
| 2000–01    | Wisconsin Badgers  | WCHA       | 32  | 10  | 5   | 15  | 18  | — | — | — | — | —  |
| 2001–02    | Wisconsin Badgers  | WCHA       | 38  | 12  | 7   | 19  | 26  | — | — | — | — | —  |
| 2002–03    | Wisconsin Badgers  | WCHA       | 40  | 19  | 8   | 27  | 54  | — | — | — | — | —  |
| 2003–04    | Wisconsin Badgers  | WCHA       | 42  | 16  | 20  | 36  | 74  | — | — | — | — | —  |
| 2004–05    | Norfolk Admirals   | AHL        | 78  | 33  | 27  | 60  | 105 | 6 | 1 | 0 | 1 | 8  |
| 2005–06    | Chicago Blackhawks | NHL        | 77  | 16  | 18  | 34  | 56  | — | — | — | — | —  |
| 2006–07    | Chicago Blackhawks | NHL        | 44  | 7   | 10  | 17  | 38  | — | — | — | — | —  |
| 2007–08    | Chicago Blackhawks | NHL        | 62  | 10  | 14  | 24  | 42  | — | — | — | — | —  |
| 2008–09    | Calgary Flames     | NHL        | 58  | 21  | 19  | 40  | 70  | 5 | 1 | 0 | 1 | 22 |
| 2009–10    | Calgary Flames     | NHL        | 73  | 27  | 31  | 58  | 88  | — | — | — | — | —  |
| 2010–11    | Calgary Flames     | NHL        | 80  | 27  | 23  | 50  | 42  | — | — | — | — | —  |
| 2011–12    | Calgary Flames     | NHL        | 38  | 13  | 3   | 16  | 41  | — | — | — | — | —  |
| 2011–12    | Montreal Canadiens | NHL        | 38  | 5   | 3   | 8   | 27  | — | — | — | — | —  |
| NHL totals | NHL totals         | NHL totals | 470 | 126 | 121 | 247 | 404 | 5 | 1 | 0 | 1 | 22 |

### Internazionale
| Anno                 | Team                 | Comp                 |   | GP | G | A | Pts | PIM |
| -------------------- | -------------------- | -------------------- | - | -- | - | - | --- | --- |
| 2010                 | Canada               | WC                   | 7 | 1  | 1 | 2 | 14  |     |
| International totals | International totals | International totals | 7 | 1  | 1 | 2 | 14  |     |

### Premi e onorificenze
| Premio                              | Anno      |
| ----------------------------------- | --------- |
| Junior                              |           |
| AJHL All-Rookie Team                | 1999–00   |
| American Hockey League              |           |
| Dudley "Red" Garrett Memorial Award | 2004-2005 |
| AHL All-Rookie Team                 | 2004-2005 |